# Lauwers
Il Lauwers (in Gronings: Laauwers) è un fiume del nord dei Paesi Bassi, che scorre per circa 40 km lungo il confine tra le province della Frisia e di Groninga. Sfocia nel Lauwersmeer (ex-Lauwerszee).

## Storia
Il Lauwers è citato come fiume di confine nelle Lex Frisionum (790 circa), dove si dice che il territorio della Frisia si estendeva "tra il Lauwers e il Weser.
Intorno all'800 il Lauwers formava un estuario in comune con il fiume Ee.

## Galleria d'immagini

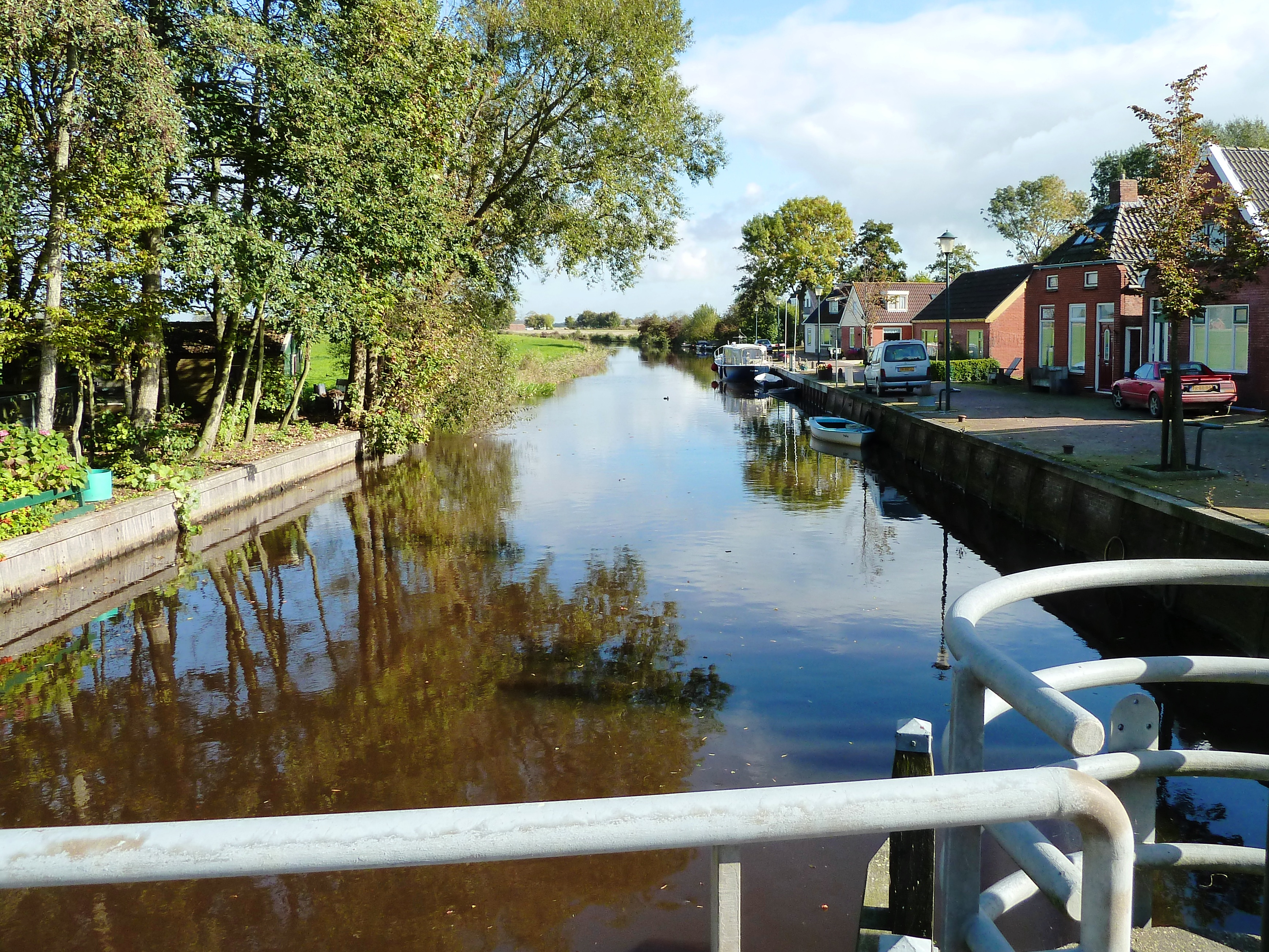
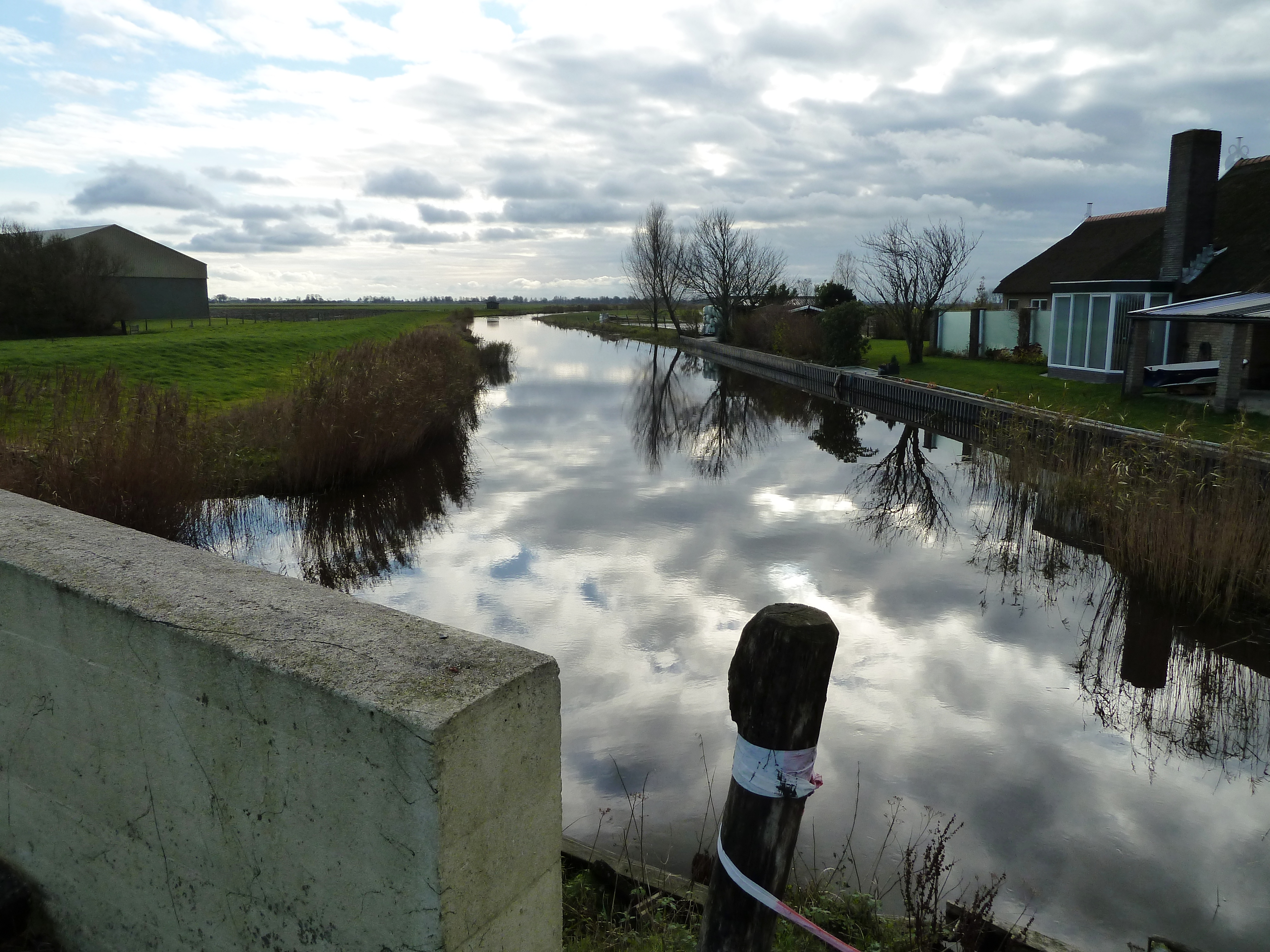